# Nicola Grimaldi (1768–1845)
Nicola Grimaldi (Treia, 19 de julho de 1768 – Roma, 12 de janeiro de 1845) foi um cardeal italiano.

## Biografia
Nasceu em Treia em 19 de julho de 1768. Seu primeiro nome também está listado como Niccolo. Filho do conde Francesco Niccolò Grimaldi e Vincenza Broglio d'Ajano.
Estudou no Seminário de Frascati desde 1783; depois, na Universidade de Macerata, onde se doutorou in utroque iure , direito canônico e civil; e finalmente, na Pontifícia Academia dos Nobres Eclesiásticos, Roma, (diplomacia) de 1790 a 1794, onde teve como condiscípulos Domenico de Simone e Carlo Maria Pedicini, futuros cardeais.
Referendário dos Tribunais da Assinatura Apostólica de Justiça e da Graça, 1803. Relator da SC do Bom Governo, 1806. Tenente da Câmara Apostólica, 1816; auditor posterior, 1824. Secretário da Sagrada Consulta , 1829. Governador de Roma e vice-camerlengo da Santa Igreja Romana, 6 de julho de 1832 até 20 de janeiro de 1834.
Criado cardeal diácono no consistório de 20 de janeiro de 1834; recebeu o chapéu vermelho em 23 de janeiro de 1834; e a diaconia de S. Nicola em Carcere Tulliano, 23 de junho de 1834. Camerlengo do Sagrado Colégio Cardeal, 6 de abril de 1835 até 1836. Legado em Forlì, 5 de julho de 1836 até 1838.
Morreu em Roma em 12 de janeiro de 1845. Enterrado na igreja de S. Salvatore em Lauro, Roma.